# 舞鶴市立和田中学校
舞鶴市立和田中学校（まいづるしりつ わだちゅうがっこう）は、京都府舞鶴市和田にある公立中学校である。

## 概要
東舞鶴と西舞鶴の中間にある中舞鶴地区の西地区よりの海の近くに位置している。
舞鶴市唯一の1小1中の小規模校である。
そのため舞鶴市立中舞鶴小学校から舞鶴市立和田中学校に進学する。

## 所在地
- 〒625-0085 京都府舞鶴市和田640-4
  - 京都交通バス 中舞鶴バス停下車で徒歩約15分

## 沿革
2025年度から数学が「自由進度学習」になり、黒板の前で先生に説明してもらいながら問題を解く人、2〜4人のグループになってグループの人に教えてもらったり教えあったりする人、個人で問題に取り組む人に分かれて授業が行われている。
2023年度から中舞鶴小学校と共同で学校の公式キャラクターを考え、毎年「ワダイナソー」を発表している。2023年、1stワダイナソーは中舞鶴小学校の児童が考えた、「ワダナカトプス」。2024年、2ndワダイナソーは和田中学校生徒が考えた、「なごるん」。2025年、3rdワダイナソーは「ちゃれごん」。

## 部活動
男子(理由あれば女子も入部できる部活もある)
- バスケットボール部
- 野球部
- 陸上部

女子(理由があれば男子も入部できる部活もある)
- 卓球部
- ソフトボール部
- ソフトテニス部

男女問わない
- アトリエ部

## 周辺
- 海上保安学校
- 舞鶴国際埠頭
- 舞鶴市立中舞鶴小学校

## 通学区域が隣接している学校
- 舞鶴市立青葉中学校
- 舞鶴市立城北中学校